# Rondibilis mindanaonis
Rondibilis mindanaonis är en skalbaggsart som först beskrevs av Stefan von Breuning 1956.  Rondibilis mindanaonis ingår i släktet Rondibilis och familjen långhorningar.
Artens utbredningsområde är Filippinerna. Inga underarter finns listade i Catalogue of Life.